# Serval (Aisne)
Serval ist französische Gemeinde mit 42 Einwohnern (Stand: 1. Januar 2022) im Département Aisne in der Region Hauts-de-France. Sie gehört zum Arrondissement Soissons und zum Kanton Fère-en-Tardenois.

## Geographie
Die Gemeinde Serval liegt auf einem Plateau zwischen den Flusstälern von Aisne und Vesle, 26 Kilometer ostsüdöstlich von Soissons und 30 Kilometer westnordwestlich von Reims. Nachbargemeinden von Serval sind Les Septvallons im Westen, Norden und Osten sowie Blanzy-lès-Fismes im Süden.

## Bevölkerungsentwicklung
| Jahr                       | 1962 | 1968 | 1975 | 1982 | 1990 | 1999 | 2006 | 2015 | 2022 |
| Einwohner                  | 58   | 69   | 73   | 49   | 39   | 43   | 38   | 49   | 42   |
| Quellen: Cassini und INSEE |      |      |      |      |      |      |      |      |      |

## Sehenswürdigkeiten
- Kirche Saint-Rémi, Monument historique seit 1922
- ehemaliges öffentliches Waschhaus (Lavoir)

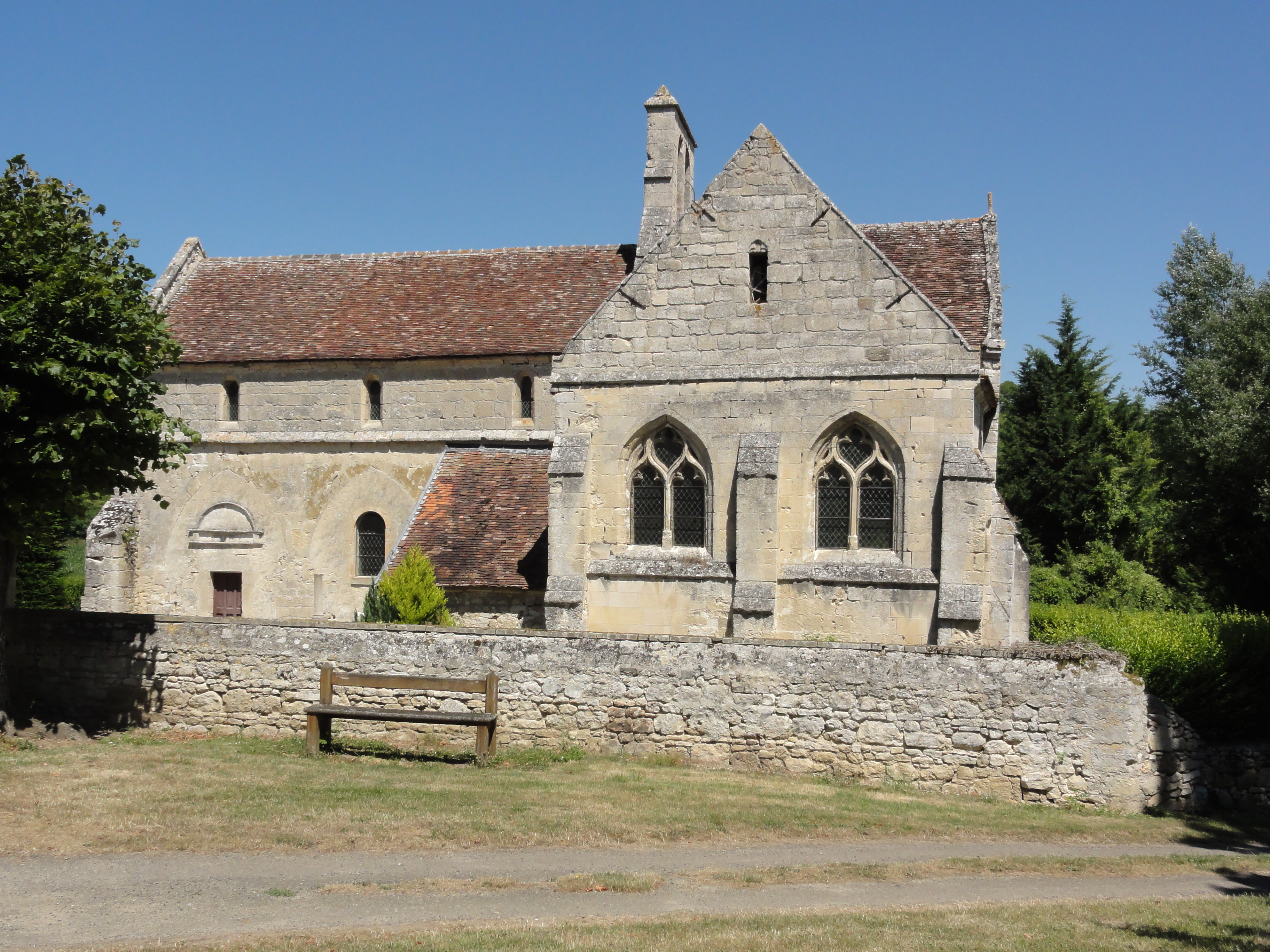
Kirche Saint-Rémi
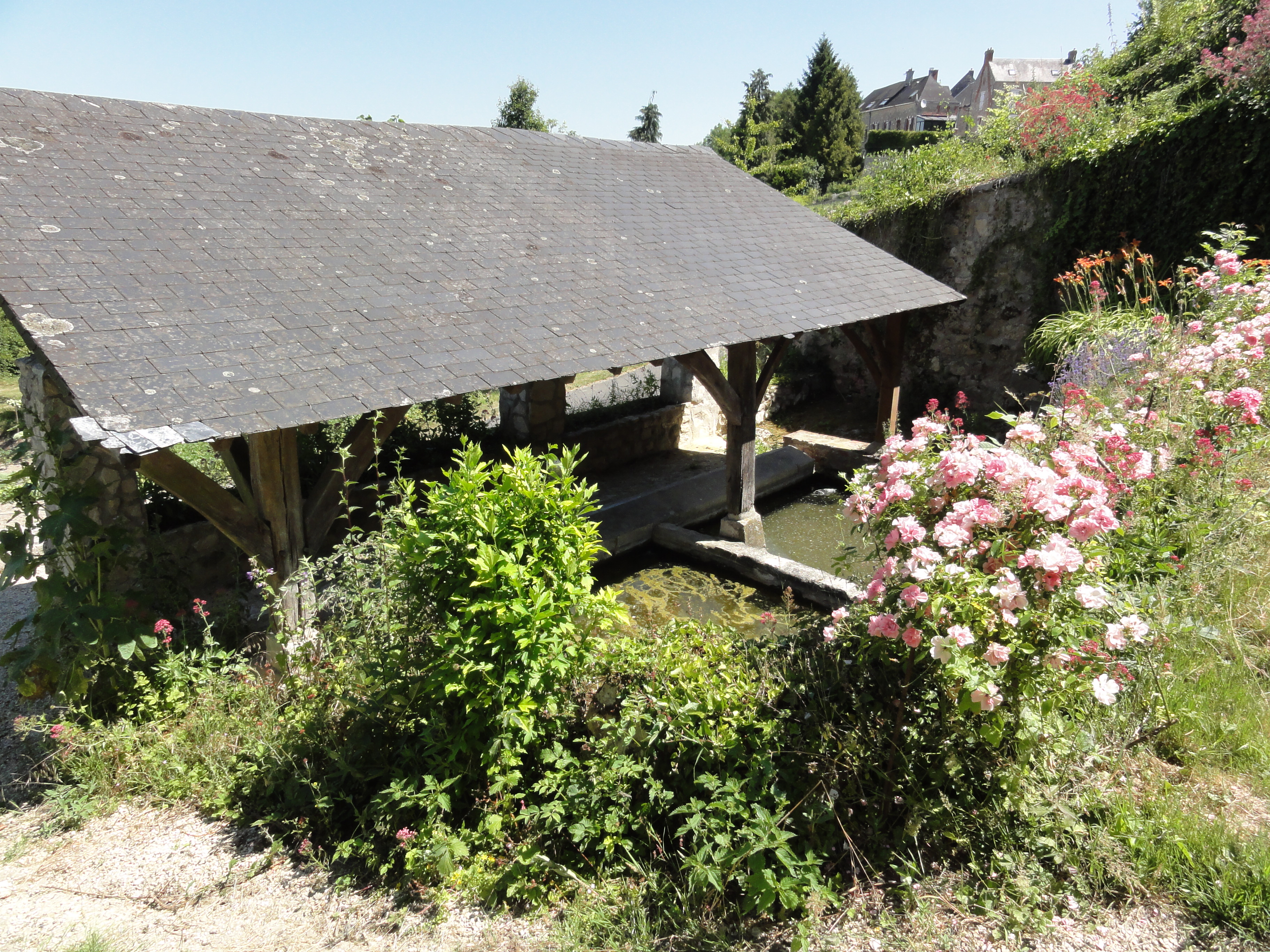
Lavoir
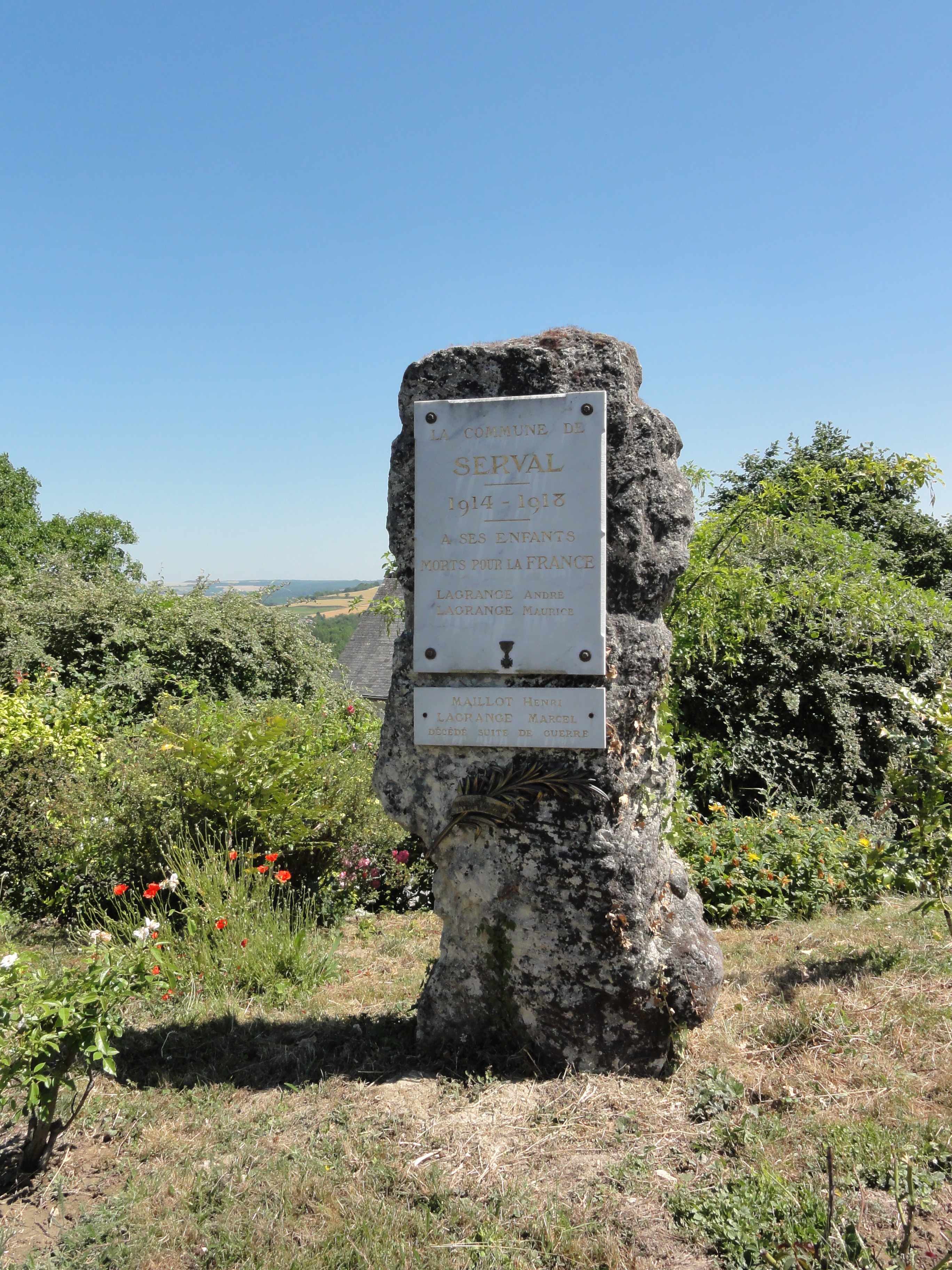
Gefallenendenkmal